# Judi Dench
Judi Dench, właśc. Judith Olivia Dench (ur. 9 grudnia 1934 w Yorku) – brytyjska aktorka teatralna, filmowa i telewizyjna.

## Życiorys
Jej matka Eleanor Jones (1897–1983), była Irlandką, ojciec - lekarz Reginald Dench (1897–1964), urodzony w Southampton, dorastał w Dublinie.
Przez większą część kariery związana była przede wszystkim ze sceną teatralną. Kształciła się w Central School of Speech and Drama w Londynie, a następnie grała w Old Vic Theatre, gdzie zadebiutowała w 1957 rolą Ofelii w Hamlecie.  
Od początku swojej kariery występowała również w telewizji. Wśród jej głownych ról były występy w komediowych serialach romantycznych A Fine Romance (1981-84) oraz As Time Goes By (1992–2005), które były emitowane w BBC.
Jej debiutem na dużym ekranie była rola w dramacie kryminalnym The Third Secret z 1964. Pierwszą znaczącą rolę filmową zagrała w wieku 51 lat w filmie Jamesa Ivory’ego Pokój z widokiem. Dwanaście lat później otrzymała swoją pierwszą z siedmiu nominacji do Oscara. Statuetkę otrzymała w 1998 roku za drugoplanową rolę w Zakochanym Szekspirze (była na ekranie przez osiem minut). Jest laureatką czterech nagród BAFTA, dwóch Złotych Globów oraz siedmiu Laurence Olivier Award.
Masową popularność przyniosła jej m.in. rola M w serii filmów o Jamesie Bondzie.
Jej mężem od 1971 był aktor Michael Williams (ur. 1935 zm. 2001), u boku którego wystąpiła w serialu A Fine Romance (1981). Mieli jedną córkę, również aktorkę, Finty Williams (ur. 1972).
Odznaczona Orderem Towarzyszy Honoru. W 1988 otrzymała Order Imperium Brytyjskiego w klasie Dama Komandor (DBE).

## Reżyser
- 1989: Look Back in Anger

## Filmy fabularne
- 1962: The Cherry Orchard jako Anya
- 1964: The Third Secret jako panna Humphries
- 1965: A Study in Terror jako Sally Young
- 1965: He Who Rides a Tiger jako Joanne
- 1968: Sen nocy letniej (A Midsummer Night’s Dream) jako Titania
- 1973: Luther jako Katherine
- 1974: Dead Cert jako Laura Davidson
- 1978: The Comedy of Errors jako Adriana
- 1979: Makbet (A Performance of Macbeth) jako Lady Makbet
- 1981: The Cherry Orchard jako madame Ranevsky
- 1982: Spaceship Earth jako narrator
- 1983: Sajgon: Rok kota (Saigon: Year of the Cat) jako Barbara Dean
- 1985: Wersja Browninga (The Browning Version) jako Millie Crocker-Harris
- 1985: The Angelic Conversation jako narrator
- 1985: Mr. and Mrs. Edgehill jako Dorrie Edgehill
- 1985: Pokój z widokiem (A Room with a View) jako Miss Lavish
- 1985: Wetherby jako Marcia Pilborough
- 1987: Ghosts jako pani Alving
- 1987: Charing Cross 84 (84 Charing Cross Road) jako Nora Doel
- 1988: Garść prochu (A Handful of Dust) jako pani Beaver
- 1989: Henryk V (Henry V) jako Mistress Quickly
- 1990: Czy słyszysz moje myśli? (Can You Hear Me Thinking?) jako Anne
- 1991: Absolute Hell jako Christine Foskett
- 1995: Jack i Sarah (Jack and Sarah) jako Margaret
- 1995: GoldenEye jako M
- 1996: Hamlet jako Hekuba
- 1997: Jej wysokość pani Brown (Mrs. Brown) jako królowa Wiktoria
- 1997: Jutro nie umiera nigdy (Tomorrow Never Dies) jako M
- 1998: Zakochany Szekspir (Shakespeare in Love) jako Królowa Elżbieta
- 1999: Herbatka z Mussolinim (Tea with Mussolini) jako Arabella
- 1999: Świat to za mało (The World Is Not Enough) jako M
- 2000: Ostatnia seksbomba (The Last of the Blonde Bombshells) jako Elizabeth
- 2000: Czekolada (Chocolat) jako Armande Voizin
- 2001: Kroniki portowe (The Shipping News) jako Agnis
- 2001: Iris jako Iris Murdoch
- 2002: Bądźmy poważni na serio[5] jako lady Augusta Bracknell
- 2002: Śmierć nadejdzie jutro (Die Another Day) jako M
- 2004: Rogate ranczo (Home on the Range) jako pani Calloway (głos)
- 2004: Lawendowe wzgórze (Ladies in Lavender) jako Ursula Widdington
- 2004: Kroniki Riddicka (The Chronicles of Riddick) jako Aeron
- 2005: Pani Henderson (Mrs. Henderson Presents) jako Laura Henderson
- 2005: Duma i uprzedzenie (Pride & Prejudice) jako lady Catherine de Bourgh
- 2006: Doogal jako narrator
- 2006: Notatki o skandalu (Notes on a Scandal) jako Barbara Covett
- 2006: Casino Royale jako M
- 2008: 007 Quantum of Solace (Quantum of Solace) jako M
- 2009: Krzyk mody (Rage) jako Mona Carvell
- 2009: Dziewięć (Nine) jako Liliane La Fleur
- 2011: Piraci z Karaibów: Na nieznanych wodach[6] jako kobieta w karocy
- 2011: Jane Eyre jako pani Fairfax
- 2011: Mój tydzień z Marilyn (My Week with Marilyn) jako Dama Sybil Thorndike
- 2011: J. Edgar jako Anne Marie Hoover
- 2012: Friend Request Pending jako Mary
- 2012: Run for Your Wife jako Bag Lady Cameo
- 2012: Hotel Marigold (The Best Exotic Marigold Hotel) jako Evelyn
- 2012: Skyfall jako M
- 2013: Tajemnica Filomeny (Philomena) jako Philomena
- 2014: Stainless Steel jako panna Bagley
- 2014: Hotel Marigold 2 (The Best Exotic Marigold Hotel 2) jako Evelyn
- 2014: Pan Hoppy i żółwie (Roald Dahl’s Esio Trot) jako pani Lavinia Silver
- 2015: Spectre jako M (nagranie dla Bonda)
- 2016: Osobliwy dom pani Peregrine jako panna Avocet
- 2017: Powiernik królowej (Victoria & Abdul) jako królowa Wiktoria
- 2017: Morderstwo w Orient Expressie jako księżna Dargomiroff
- 2017: Tulipanowa gorączka jako Ksieni
- 2018: Tajemnice Joan jako Joan Stanley
- 2020: Córki Rzeszy jako Panna Rocholl
- 2021: Off the Rails jako Diana
- 2021: Belfast jako babcia
- 2022: Alleluja jako Mary
- 2022: Świąteczny duch jako ona sama (cameo)

## Seriale telewizyjne
- 1959: Hilda Lessways jako Hilda Lessways
- 1959–1964: ITV Play of the Week jako Dido Morgan[7]
- 1960: The Terrible Choice
- 1960: Armchair Theatre
- 1960: An Age of Kings jako księżniczka Katarzyna Francuska
- 1960: The Four Just Men jako Anna
- 1963: Z Cars jako Elena Collins
- 1964: Festival jako Angela Thwaites
- 1964: Detective jako Charlotte Revel
- 1964–1966: Theatre 625 jako Terry Stevens – Córka / Valentine Wannop
- 1965: The Troubleshooters jako Gwyneth Evans
- 1966: Talking to a Stranger jako Terry Stevens – Córka
- 1966: BBC Play of the Month jako Elizebeth Moris
- 1968–1978: Jackanory jako Storyteller
- 1968–1979: ITV Playhouse jako Z
- 1970: Confession jako kobieta
- 1973: Ooh La La! jako Amélie
- 1978–1979: BBC2 Play of the Week jako Hazel Wiles / Imogen Langrishe
- 1980: Love in a Cold Climate jako Ciotka Sadie
- 1981: BBC2 Playhouse jako siostra Scarli
- 1981–1984: A Fine Romance jako Laura Dalton
- 1989: Behaving Badly jako Bridget Mayor
- 1992: The Torch jako Aba
- 1992–2005: Z biegiem lat (As Time Goes By) jako Jean Hardcastle
- 1994: Miasteczko Middlemarch (Middlemarch) jako George Eliot (głos)
- 2001: Roztańczona Angelina (Angelina Ballerina) jako panna Lilly (głos)
- 2007–2009: Panie z Cranford (Cranford) jako panna Matty Jenkyns

## Nagrody i nominacje
1965: Four in the Morning jako żona
- Oscar:

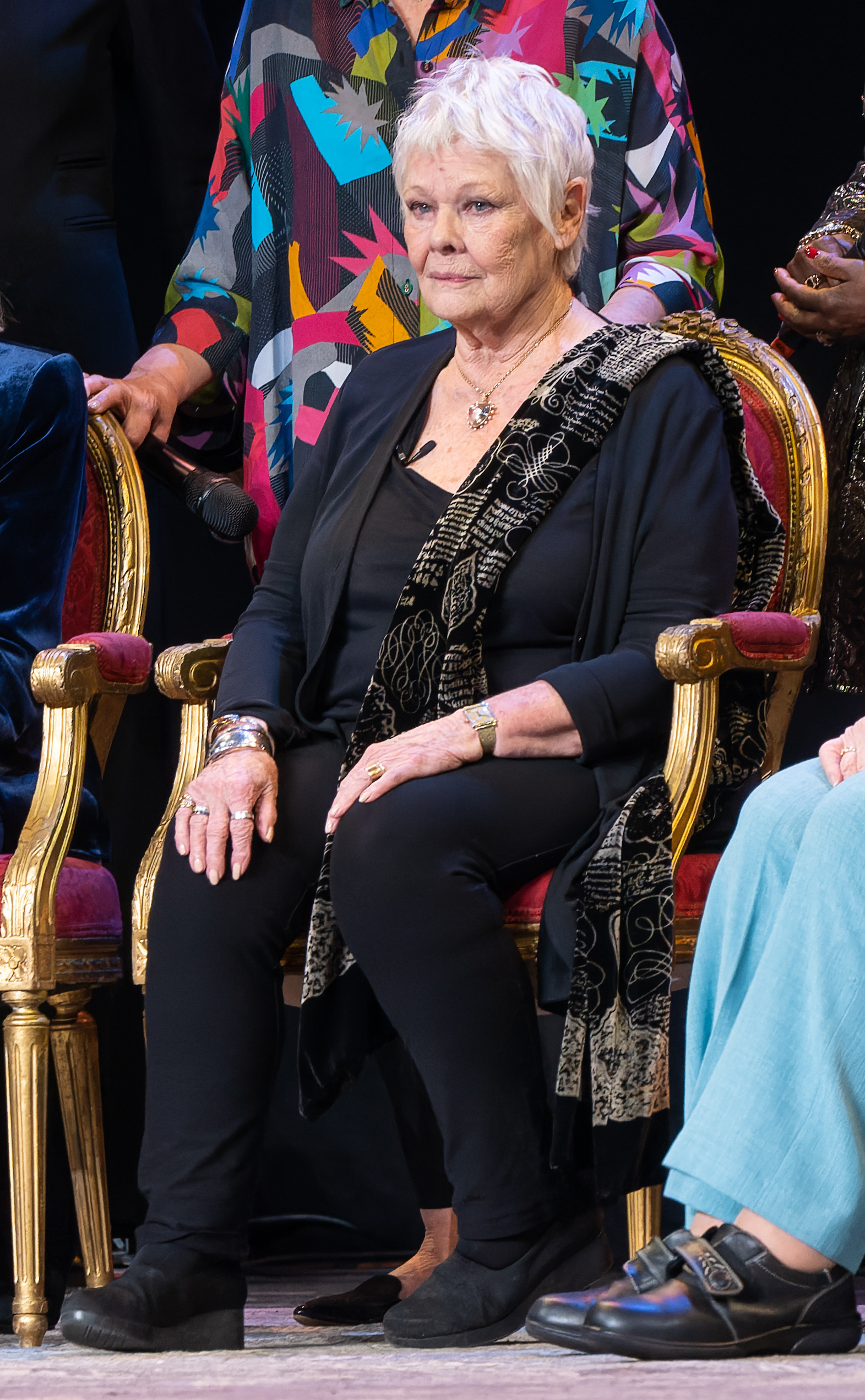
Judi Dench (2023).

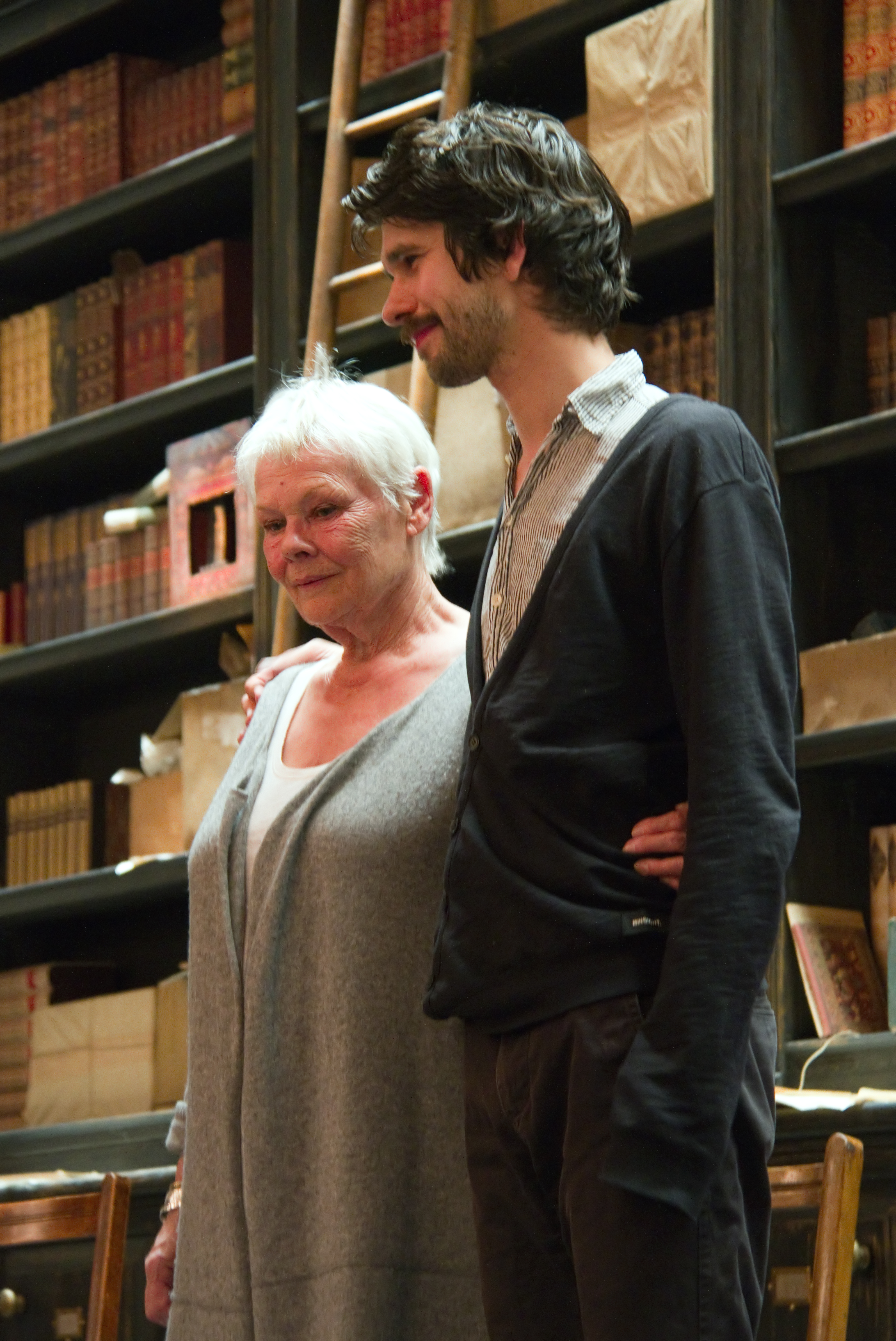
Judi Dench oraz Ben Whishaw podczas spektaklu Peter i Alice w Noël Coward Theatre (2013).

  - 1997 – nominacja Najlepsza aktorka pierwszoplanowa za Jej wysokość pani Brown
  - 1998 – Najlepsza aktorka drugoplanowa za Zakochanego Szekspira
  - 2000 – nominacja Najlepsza aktorka drugoplanowa za Czekoladę
  - 2001 – nominacja Najlepsza aktorka pierwszoplanowa za Iris
  - 2005 – nominacja Najlepsza aktorka pierwszoplanowa za Panią Henderson
  - 2006 – nominacja Najlepsza aktorka pierwszoplanowa za Notatki o skandalu
  - 2014 – nominacja Najlepsza aktorka pierwszoplanowa za Tajemnica Filomeny
- Złoty Glob:
  - 1997 – Najlepsza aktorka w filmie dramatycznym za Jej wysokość pani Brown
  - 1998 – nominacja Najlepsza aktorka drugoplanowa za Zakochanego Szekspira
  - 2000 – nominacja Najlepsza aktorka drugoplanowa za Czekoladę
  - 2001 – nominacja Najlepsza aktorka w filmie dramatycznym za Iris
  - 2001 – Najlepsza aktorka w miniserialu lub filmie telewizyjnym za Ostatnią seksbombę
  - 2005 – nominacja Najlepsza aktorka w filmie komediowym lub musicalu za Panią Henderson
  - 2006 – nominacja Najlepsza aktorka w filmie dramatycznym za Notatki o skandalu
  - 2011 – nominacja Najlepsza aktorka w miniserialu lub filmie telewizyjnym za Życie w Cranford
  - 2012 – nominacja Najlepsza aktorka w komedii lub musicalu za Hotel Marigold
  - 2014 – nominacja Najlepsza aktorka w filmie dramatycznym za Tajemnica Filomeny
- BAFTA:
  - 1985 – nominacja Najlepsza aktorka drugoplanowa za Wetherby
  - 1986 – Najlepsza aktorka drugoplanowa za Pokój z widokiem
  - 1987 – nominacja Najlepsza aktorka drugoplanowa za Charing Cross 84
  - 1988 – nominacja Najlepsza aktorka drugoplanowa za Garść prochu
  - 1990 – nominacja Najlepsza aktorka pierwszoplanowa za Behaving Badly
  - 1997 – Najlepsza aktorka pierwszoplanowa za Jej wysokość pani Brown
  - 1998 – Najlepsza aktorka drugoplanowa za Zakochanego Szekspira
  - 2000 – nominacja Najlepsza aktorka drugoplanowa za Czekoladę
  - 2001 – nominacja Najlepsza aktorka drugoplanowa za Kroniki portowe
  - 2001 – Najlepsza aktorka pierwszoplanowa za Iris
  - 2005 – nominacja Najlepsza aktorka pierwszoplanowa za Panią Henderson
  - 2006 – nominacja Najlepsza aktorka pierwszoplanowa za Notatki o skandalu
  - 2012 – nominacja Najlepsza aktorka drugoplanowa za Mój tydzień z Marilyn
  - 2013 – nominacja Najlepsza aktorka drugoplanowa za Skyfall
  - 2014 – nominacja Najlepsza aktorka pierwszoplanowa za Tajemnica Filomeny
- Nagroda Emmy:
  - 2001 – nominacja Najlepsza aktorka w miniserialu lub filmie telewizyjnym za Ostatnią seksbombę
  - 2008 – nominacja Najlepsza aktorka w miniserialu lub filmie telewizyjnym za Życie w Cranford
  - 2010 – nominacja Najlepsza aktorka w miniserialu lub filmie telewizyjnym za Życie w Cranford